# 龍山寺町 (台北市)
龍山寺町（りゅうざんじちょう）は、日本統治時代の台湾における台北市の行政区画。一丁目から三丁目までで構成された。有明町の南に位置し、現在の広州街、西園路一段、三水街、華西街、梧州街の一部が龍山寺町に含まれる。町内に龍山寺があったことから、この名が付けられた。

## 町内の施設
- 龍山寺（一丁目）
- 龍山公園（一丁目、現在の艋舺公園（中国語版））
- 龍山公学校（三丁目、現在の龍山國小）